# Селлс
Селлс (англ. Sells, тохоно оодхам  Komkcʼeḍ ʼe-Wa:ʼosidk) — переписна місцевість (CDP) в США, в окрузі Піма штату Аризона. Населення — 2121 особа (2020).

## Географія
Селлс розташований за координатами 31°55′15″ пн. ш. 111°52′17″ зх. д. / 31.92083° пн. ш. 111.87139° зх. д. (31.920885, -111.871344).  За даними Бюро перепису населення США в 2010 році переписна місцевість мала площу 24,61 км², з яких 24,59 км² — суходіл та 0,03 км² — водойми.

### Клімат
Громада знаходиться у зоні, котра характеризується кліматом тропічних пустель. Найтепліший місяць — липень із середньою температурою 26.8 °C (80.3 °F). Найхолодніший місяць — січень, із середньою температурою 9.5 °С (49.1 °F).
| Клімат Селлса           | Клімат Селлса | Клімат Селлса | Клімат Селлса | Клімат Селлса | Клімат Селлса | Клімат Селлса | Клімат Селлса | Клімат Селлса | Клімат Селлса | Клімат Селлса | Клімат Селлса | Клімат Селлса | Клімат Селлса |
| Показник                | Січ.          | Лют.          | Бер.          | Квіт.         | Трав.         | Черв.         | Лип.          | Серп.         | Вер.          | Жовт.         | Лист.         | Груд.         | Рік           |
| Абсолютний максимум, °C | 21,9          | 22,3          | 25,6          | 29,4          | 33,8          | 36,9          | 36,7          | 35,2          | 34,8          | 31,8          | 26,7          | 21,7          | 36,9          |
| Середній максимум, °C   | 17,1          | 18,7          | 20,6          | 24,9          | 29,1          | 34,5          | 34,4          | 33,1          | 31,8          | 27,3          | 21,1          | 17,4          | 25,8          |
| Середня температура, °C | 9,5           | 10,8          | 12,5          | 16,1          | 19,8          | 25,3          | 26,8          | 25,8          | 23,8          | 19            | 12,9          | 9,7           | 17,7          |
| Середній мінімум, °C    | 1,9           | 2,8           | 4,4           | 7,2           | 10,6          | 16,1          | 19,2          | 18,5          | 15,9          | 10,7          | 4,7           | 1,9           | 9,5           |
| Абсолютний мінімум, °C  | −0,7          | −0,3          | 1             | 4,2           | 8,4           | 12,7          | 17,7          | 16,9          | 13,3          | 8,8           | 2,4           | −0,1          | −0,7          |
| Норма опадів, мм        | 34            | 38            | 32            | 11            | 5             | 8             | 90            | 89            | 45            | 41            | 22            | 42            | 458           |
| Днів з опадами          | 2             | 1             | 2             | 1             | 0             | 1             | 5             | 5             | 2             | 1             | 2             | 3             | 25            |
| ----------------------- | ------------- | ------------- | ------------- | ------------- | ------------- | ------------- | ------------- | ------------- | ------------- | ------------- | ------------- | ------------- | ------------- |
| Джерело: Weatherbase    |               |               |               |               |               |               |               |               |               |               |               |               |               |

## Демографія
Згідно з переписом 2010 року, у переписній місцевості мешкало 2495 осіб у 616 домогосподарствах у складі 486 родин. Густота населення становила 101 особа/км².  Було 736 помешкань (30/км²).
Расовий склад населення:
| - 95,8 % — корінних американців - 1,4 % — білих - 0,6 % — азіатів - 0,1 % — чорних або афроамериканців |

До двох чи більше рас належало 1,7 %. Частка іспаномовних становила 5,5 % від усіх жителів.
За віковим діапазоном населення розподілялося таким чином: 34,2 % — особи молодші 18 років, 60,1 % — особи у віці 18—64 років, 5,7 % — особи у віці 65 років та старші. Медіана віку мешканця становила 26,4 року. На 100 осіб жіночої статі у переписній місцевості припадало 98,0 чоловіків;  на 100 жінок у віці від 18 років та старших — 91,5 чоловіків також старших 18 років.
Середній дохід на одне домашнє господарство  становив 42 014 долари США (медіана — 24 063), а середній дохід на одну сім'ю — 52 547 доларів (медіана — 35 156). За межею бідності перебувало 48,5 % осіб, у тому числі 59,0 % дітей у віці до 18 років та 37,6 % осіб у віці 65 років та старших.
Цивільне працевлаштоване населення становило 531 осіб. Основні галузі зайнятості: публічна адміністрація — 29,8 %, освіта, охорона здоров'я та соціальна допомога — 24,5 %, мистецтво, розваги та відпочинок — 15,1 %, транспорт — 9,8 %.